# Alauca
Alauca es un municipio del departamento de El Paraíso en la República de Honduras.

## Toponimia
Alauca en lengua maya significa «Terreno Resbaladizo» o «Tierra Suave».

## Límites
| Orientación | Límite                              |
| ----------- | ----------------------------------- |
| Norte       | Municipio de Yuscarán, El Paraíso   |
| Norte       | Municipio de San Matías, El Paraíso |
| Sur         | República de Nicaragua              |
| Este        | Municipio de El Paraíso, El Paraíso |
| Oeste       | Municipio de Oropolí, El Paraíso    |

## Historia
En 1802 (29 de agosto), Alauca fue fundado.

## Población
De acuerdo al censo oficial de 2013, tiene una población de 9.273 habitantes (estimado 2015).

## División Política
|          | 2001 | 2013 |
| -------- | ---- | ---- |
| Aldeas   | 14   | 14   |
| Caseríos | 76   | 84   |

| Código | Aldea                           |
| ------ | ------------------------------- |
| 070201 | Alauca (cabecera del municipio) |
| 070202 | Buena Vista                     |
| 070203 | Chaguite Grande                 |
|        | El Momotombo                    |
| 070204 | Chinampa o Chilampa             |
| 070205 | El Jícaro                       |
| 070206 | El Matapalo                     |
| 070207 | El Pedregalito                  |
| 070208 | La Chichigua                    |
| 070209 | La Jagua                        |
| 070210 | La Manzanilla                   |
| 070211 | Las Limas                       |
| 070212 | Las Manos                       |
| 070213 | Los Matasanos de Río Arriba     |
| 070214 | San Antonio                     |
|        | Sabana Redonda                  |